# Korenmolen (Oostvoorne)
De korenmolen van Oostvoorne is een in 1821 gebouwde korenmolen in het Zuid-Hollandse Oostvoorne. Het is een ronde stenen grondzeiler op een natuurlijke verhoging. De naamloze molen met twee koppels stenen heeft op de wind gemalen tot 1950. Daarna werd uitsluitend elektrisch gemalen. In 1964 werd de molen nog gerestaureerd, maar in 2003 moest een ingrijpende restauratie worden uitgevoerd om de molen weer maalvaardig te maken. In 2004 draaide de molen weer voor het eerst sinds de jaren vijftig. De restauratie werd in 2013 afgerond. Tot deze tijd draaide de molen slechts 3 keer per jaar, namelijk op Nationale Monumentendag in september, Nationale Molendag in mei en de VPR-molendag (Voorne Putten en Rozenburg) in juli. Sinds 2014 draait de molen weer regelmatig op de eerste zaterdag van de maand. De molen is te zien op de Molendijk van Oostvoorne.